# Costante di dissociazione
In chimica e biochimica, la costante di dissociazione è una costante che esprime la tendenza di un composto a dissociarsi (cioè scindersi per formare altri composti costituiti da molecole aventi un peso molecolare minore rispetto alle molecole del composto di partenza). Ad esempio, un sale può dissociarsi negli ioni che lo compongono.
La costante di dissociazione viene in genere indicata con Kd, ed è l'inverso della costante di associazione. Nel caso specifico dei sali, la costante di dissociazione è anche detta costante di ionizzazione.
Si consideri una generica reazione chimica, del tipo:
{\displaystyle \mathrm {A} _{x}\mathrm {B} _{y}\rightleftharpoons x\mathrm {A} +y\mathrm {B} }
dove una mole del composto AxBy si dissocia in x moli del composto A e y moli del composto B. In questo caso la costante di dissociazione Kd è definita come:
{\displaystyle K_{d}={\frac {[A]^{x}\times [B]^{y}}{[A_{x}B_{y}]}}}
dove [A], [B] e [AxBy] sono rispettivamente le concentrazioni molari di A, B e del complesso AxBy.
La costante di dissociazione {\displaystyle K_{d}} è talvolta espressa dal suo p{\displaystyle K_{d}}, che è definito come
{\displaystyle \mathrm {p} K_{d}=-\log _{10}{K_{d}}\ }
Questi p{\displaystyle K_{d}} sono usati prevalentemente per dissociazioni covalenti (cioè reazioni in cui vengono creati o rotti legami chimici), in quanto questo tipo di costanti di dissociazione possono variare notevolmente.

## Costante di dissociazione dell'acqua
La costante di dissociazione dell'acqua viene indicata con Kw. Una molecola di acqua si dissocia formando uno ione idrogeno (H+) e uno ione ossidrile (OH-), per cui la costante di dissociazione dell'acqua è pari a:
{\displaystyle K_{w}=[{\mbox{H}}^{+}][{\mbox{OH}}^{-}]\ }
La concentrazione di acqua {\displaystyle \left[{\mbox{H}}_{2}{\mbox{O}}\right]} non è inclusa nella definizione di Kw. 
Il valore di Kw varia con la temperatura, come mostrato nella tabella qui sotto. Di questa variazione si deve tenere conto nel compiere misurazioni precise del pH.
| Temperatura dell'acqua (°C) | Kw×10-14 | pKw   |
| --------------------------- | -------- | ----- |
| 0                           | 0,13     | 14,89 |
| 10                          | 0,3      | 14,52 |
| 18                          | 0,59     | 14,23 |
| 25                          | 1        | 14    |
| 30                          | 1,46     | 13,83 |
| 50                          | 8,0      | 13,10 |
| 60                          | 12,6     | 12,9  |
| 70                          | 21,2     | 12,67 |
| 80                          | 35       | 12,46 |
| 90                          | 53       | 12,28 |
| 100                         | 73       | 12,14 |

## Reazioni acido-base
Per la deprotonazione degli acidi, K è conosciuta come Ka, la costante di dissociazione acida. Gli acidi forti (per esempio l'acido solforico o l'acido perclorico) hanno costanti di dissociazione elevate; gli acidi deboli (come l'acido acetico) hanno costanti di dissociazione molto più basse.
Una molecola può possedere diverse costanti di dissociazione acida. A questo proposito, a seconda del numero di protoni che possono cedere, gli acidi possono essere classificati in:
- monoprotici (ad esempio l'acido acetico o lo ione ammonio): presentano solo un gruppo dissociabile;
- diprotici (ad esempio acido carbonico, acido fosforoso, acido solfidrico, glicina): presentano due gruppi dissociabili;
- triprotici (acido fosforico): presentano tre gruppi dissociabili.

Nel caso di molteplici valori di pK, essi sono indicati da indici: pK1, pK2, pK3 e così via.
Per gli amminoacidi, la costante pK1 si riferisce ai loro gruppi carbossilici (-COOH), la costante pK2 ai loro gruppi amminici (-NH3), e la costante pK3 è il valore pK dei loro sostituenti.
{\displaystyle H_{3}B\rightleftharpoons \ H^{+}+H_{2}B^{-}\qquad K_{1}={[H^{+}]\cdot [H_{2}B^{-}] \over [H_{3}B]}\qquad pK_{1}=-logK_{1}}
{\displaystyle H_{2}B^{-}\rightleftharpoons \ H^{+}+HB^{-2}\qquad K_{2}={[H^{+}]\cdot [HB^{-2}] \over [H_{2}B^{-}]}\qquad pK_{2}=-logK_{2}}
{\displaystyle HB^{-2}\rightleftharpoons \ H^{+}+B^{-3}\qquad K_{3}={[H^{+}]\cdot [B^{-3}] \over [HB^{-2}]}\qquad pK_{3}=-logK_{3}}

## Legame proteina-ligando
La costante di dissociazione è comunemente usata per descrivere l'affinità tra un ligando ({\displaystyle \mathrm {L} }) (ad esempio un farmaco) e una proteina ({\displaystyle \mathrm {P} }); essa si usa, per esempio, per descrivere quanto è forte il legame tra un ligando e una particolare proteina. Le affinità ligando-proteina sono influenzate da interazioni intermolecolari non covalenti tra le due molecole, come i legami a idrogeno, le interazioni elettrostatiche, l'idrofobia e le forze di Van der Waals. Esse possono essere influenzate anche da alte concentrazioni di altre macromolecole, il che provoca affollamento macromolecolare (macromolecular crowding).
La formazione di un complesso ligando-proteina ({\displaystyle \mathrm {C} }) può essere descritta come un processo a due stadi
{\displaystyle \mathrm {C} \rightleftharpoons \mathrm {P} +\mathrm {L} }
nel quale la corrispondente costante di dissociazione è definita come
{\displaystyle K_{d}={\frac {\left[\mathrm {P} \right]\left[\mathrm {L} \right]}{\left[\mathrm {C} \right]}}}
dove [{\displaystyle \mathrm {P} }], [{\displaystyle \mathrm {L} }] e [{\displaystyle \mathrm {C} }] rappresentano rispettivamente le concentrazioni della proteina, del ligando e del complesso.
La costante di dissociazione ha unità molari (M), che corrispondono alla concentrazione del ligando [{\displaystyle \mathrm {L} }], alla quale il sito di legame di una particolare proteina è per metà occupato, ossia la concentrazione del ligando alla quale la concentrazione delle proteine aventi il sito occupato dal ligando [{\displaystyle \mathrm {C} }] eguaglia la concentrazione delle proteine aventi il sito non occupato dal ligando [{\displaystyle \mathrm {P} }]. Più è bassa la costante di dissociazione, più il ligando è fortemente legato, e maggiore è quindi l'affinità tra ligando e proteina. Per esempio, un ligando con una costante di dissociazione nanomolare (nM) si lega più saldamente a una particolare proteina con una costante di dissociazione micromolare ({\displaystyle \mu }M).
Costanti di dissociazione sub-nanomolari risultanti da un'interazione di legame tra due molecole sono rare. Ciononostante, ci sono alcune importanti eccezioni. La biotina e l'avidina si legano con una costante di dissociazione di circa {\displaystyle 10^{-15}} M = 1 fM = 0.000001 nM.
Le proteine inibitrici della ribonucleasi (ribonuclease inhibitors) possono altrettanto legarsi alla ribonucleasi con un'affinità similmente pari a {\displaystyle 10^{-15}} M.
La costante di dissociazione per una particolare interazione ligando-proteina può variare significativamente a seconda delle condizioni chimico-fisiche della soluzione (ad esempio, la temperatura, il pH e la concentrazione salina). Differenti condizioni portano a una modificazione della forza delle interazioni intermolecolari non covalenti che tengono insieme un particolare complesso ligando-proteina.
I farmaci possono indurre effetti collaterali dannosi attraverso l'interazione con proteine con le quali non era previsto che interagissero; pertanto, molte ricerche farmaceutiche sono finalizzate a sintetizzare farmaci che si legano soltanto con le proteine bersaglio che possiedono un'alta affinità (solitamente tra 0,1 e 10 nM), oltre che ad aumentare l'affinità tra un particolare farmaco e la sua proteina bersaglio in vivo.

### Anticorpi
Nel caso specifico degli anticorpi, viene solitamente impiegata la costante di affinità. Essa è l'inverso della costante di dissociazione.
{\displaystyle \mathrm {Ab} +\mathrm {Ag} \rightleftharpoons \mathrm {AbAg} }
{\displaystyle K_{a}={\frac {\left[\mathrm {AbAg} \right]}{\left[\mathrm {Ab} \right]\left[\mathrm {Ag} \right]}}={\frac {1}{K_{d}}}}
dove [Ab] è l'anticorpo, e [Ag] l'antigene.
Questo equilibrio chimico è anche il rapporto tra la quantità di anticorpi on-rate, ossia che si legano con l'antigene per formare il complesso anticorpo-antigene [AbAg], e la quantità di anticorpi off-rate, ossia che si distaccano dall'antigene. Due anticorpi possono pertanto avere la stessa affinità, ma uno dei due potrebbe avere un'on-rate e un'off-rate molto alte, mentre l'altro potrebbe averle entrambe basse.
{\displaystyle K_{a}={\frac {\mbox{on-rate}}{\mbox{off-rate}}}}